# Diocesi di Kuopio e Carelia
La diocesi di Kuopio e Carelia (in finlandese: Kuopion ja Karjalan hiippakunta) è una diocesi della chiesa ortodossa finlandese. Ha sede nella città di Kuopio, in Finlandia, presso la cattedrale di San Nicola. L'eparchia conta 25 chiese ed è divisa in cinque vicariati: Joensuu, Jyväskylä, Liperi, Kuopio e Varkaus. Nel territorio dell'eparchia vi sono: il monastero di Valamo ed il convento di Lintula.
La diocesi fu creata a Vyborg nel 1892 per coprire tutto il Granducato di Finlandia, all’epoca un dominio della Russia ortodossa, staccandosi dall’eparchia di San Pietroburgo. Il metropolita assunse il titolo di Arcivescovo di tutta la Finlandia nel 1925 in seguito all’indipendenza del paese e alla conseguente secessione dalla Chiesa ortodossa russa, mentre a Helsinki nasceva un’altra diocesi suffraganea. La Seconda guerra mondiale comportò l’invasione russa del capoluogo e della gran parte del ridotto territorio finlandese in cui l’ortodossia aveva una presenza importante, comportando la fuga dell’arcivescovo nell’attuale sede. Riflettendo la modernità che ha portato un’immigrazione dall’Europa orientale nella capitale, nel 2017 l’arcivescovo si è trasferito nella capitale e Kuopio è diventata suffraganea.

## Cronotassi degli arcivescovi e dei vescovi
- Antoni (Vadkovskij) 1892–1898, arcivescovo di Vyborg
- Nikolai (Nalimov) 1899–1905
- Sergei (Starogorodskij) 1905–1917
- Serafim (Lukjanov) 1914–1923, destituito per russofilia[1]
- Herman (Aav) 1925–1960, arcivescovo di Finlandia
- Paavali (Olmari) 1960–1987
- Johannes (Rinne) 1987–2001
- Leo (Makkonen) 2001–2017, trasferisce l’arcivescovato a Helsinki[2]
- Arseni (Heikkinen) 2019-in carica, vescovo di Carelia